# Debeli šef
Debeli šef (tal. La Cariatide), pravim imenom Gervasius Twinkleminklensson, jedan je od glavnih likova u talijanskom stripu "Alan Ford". On je tajni agent i najstariji član Grupe TNT. U prvim epizodama bio je šef Grupe, ali nakon pojave Broja 1 postupno gubi tu funkciju i u novim epizodama uglavnom spava u cvjećarnici s Jeremijom. Prvi put se pojavio u epizodi "Grupa TNT".

## Životopis
U mladosti Gervasius je radio u jednom selu kao zapisničar i prepisivao molbe, žalbe i slične spise, te je dobio nadimak "Brza noga". Imao je opasnu i debelu ženu koja ga je mučila i tjerala raditi razne poslove. Jednom ga je uhvatila na spavanju u vrtu i počela ga ganjati s valjkom za tijesto u ruci, a on je uspio pobjeći i sakriti se u redovima američke vojske, gdje je postao stenograf. Pisao je vrlo sporo i za jedno slovo mu je trebalo po nekoliko minuta, jer je pisao lijepa i urešena slova, a njegove šefove to je dovodilo na rub živaca. Njegova žena je radila u luci i natjerala ga je da opet živi s njim. Jedne noći, dok je spavao, izbacila ga je van u dvorište zajedno s posteljom, a da on to nije ni primijetio. U blizini je bio Broj 1 i predložio mu neka postane prvi član Grupe TNT i šef svim ostalim članovima, a on je odmah pristao. 

## Izgled
Debeli Šef visok je 170 cm i težak 92 kg. Star je 50 godina. Ima prosijedu kosu i svijetle oči, nosi otrcano odijelo i stari, prljavi šal u kojem spava njegov kućni ljubimac, zamorac Skviki.

## Unutarnje poveznice
- Grupa TNT
- Broj 1
- Jeremija Lešina
- Skviki